# Exanguinotransfusión
La exanguinotransfusión es el recambio de un volumen sanguíneo determinado, por plaquetas globulares o sangre total en pequeñas fracciones, bajo estricta técnica estéril y monitorización de los signos vitales. Es una técnica que se utiliza principalmente para mantener la bilirrubina sérica por debajo de los niveles de neurotoxicidad.

## Indicaciones
Una exanguinotransfusión puede ser necesaria para tratar las siguientes afecciones:
- Policitemia neonatal
- Enfermedad hemolítica del recién nacido inducida por Rh
- Alteraciones severas de la química corporal
- Ictericia severa del recién nacido que no responde a la fototerapia con luces azules o bililuces
- Crisis drepanocítica severa
- Casos de malaria con parasitemia superior al 10%
- Efectos tóxicos de ciertos medicamentos[3]

## Tipos
Los tres tipos de exanguinotransfusión de uso habitual son: 
- Intercambio de 2 volemias
- Intercambio isovolumétrico de 2 volemias
- Intercambio parcial (<2 volemias) con solución fisiológica, albúmina al 5% en solución fisiológica o fracción proteica del plasma (Plasmanate).[2]

## Riesgos y complicaciones
Los riesgos generales son los mismos de cualquier transfusión. Entre otras posibles complicaciones están:
- Coágulos sanguíneos
- Alteraciones en la química de la sangre (potasio alto o bajo, calcio bajo, glucosa baja, cambios en el equilibrio ácido-básico en la sangre)
- Problemas cardíacos y pulmonares
- Infección (este riesgo ha sido disminuido considerablemente debido al análisis cuidadoso de la sangre)
- Shock debido al reemplazo inadecuado de la sangre[3]

## Material necesario

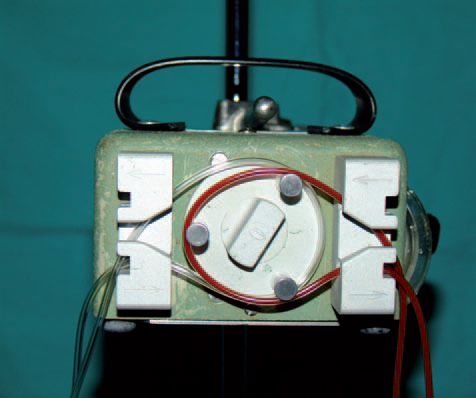

- Bata, guantes, mascarilla y gorro estériles, sistemas de sujeción para el niño, cinta métrica, gráfica y foco de luz. Equipo de monitorización cardiaca, respiratoria y de presión arterial. Suero fisiológico de 500 cc con 5 cc de heparina 1%. Copas milimetradas.
- Mesa de preparación quirúrgica con equipo de cateterización umbilical para vena y arteria;  jeringuillas y suero fisiológico; gasas y compresas secas y con antiséptico; paños estériles y caja de curas.
- Bomba de exanguinotransfusión: consta de una bomba rotora en la que se entrecruzan dos sistemas de vías especiales. El giro de la bomba permite el movimiento en sentido contrario del contenido de las luces. El rotor tiene varias velocidades que podemos ajustar.
- Microgotero, llaves de 3 vías y alargaderas.
- Calentador a 37 °C y serpentín.
- Sangre total cruzada con la sangre del paciente y tubos para extracción de analíticas y muestras[4]